# Stade Georges-Chaumet
Le stade de Baduel, renommé stade Georges-Chaumet en 2014, est un stade multidisciplinaire situé a Cayenne, en Guyane. Il est utilisé principalement par l’équipe de football du CSC Cayenne.
Le stade a une capacité de 7 000 places, avec gazon naturel et une piste synthétique de 400 mètres. La tribune centrale du stade, surnommée « la caquette », a été rénovée en 2012.
Il est également utilisé pour des manifestations culturelles comme le Kayenn jazz festival.